# Cold Feet : Amours et petits bonheurs
Cold Feet : Amours et petits bonheurs (Cold Feet) est une série télévisée britannique en 33 épisodes de 50 minutes, créée par Mike Bullen et diffusée entre le 30 mars 1997 et le 16 mars 2003 sur ITV1, puis reprise le temps de quatre saisons entre le 5 septembre 2016 et le 17 février 2020.
Au Québec, la série a été diffusée à partir du 1er septembre 2001 à Séries+, et en France, à partir du 8 février 2002 sur TF6 et rediffusée sur Fox Life.
Treize ans plus tard, la série reprend sur ITV avec la distribution originale, à l'exception d'Helen Baxendale, et diffusée depuis le 5 septembre 2016.

## Synopsis
La vie quotidienne de trois couples devant faire face aux diverses embûches de la vie à deux.

## Distribution

### Acteurs principaux
- Robert Bathurst (VF : Jean-Philippe Puymartin) : David Marsden
- James Nesbitt (VF : Pierre Laurent) : Adam Williams
- Hermione Norris (VF : Françoise Cadol) : Karen Marsden
- Fay Ripley (en) (VF : Anne Rondeleux) : Jenny Gifford
- John Thomson (en) (VF : Bruno Choël) : Pete Gifford
- Jacey Sallés (en) (VF : Catherine Hamilty) : Ramona Raminez (récurrente)
- Helen Baxendale (VF : Marjorie Frantz) : Rachel Bradley (saisons 1 à 5)
- Kimberley Joseph (VF : Sophie Arthuys) : Jo Ellison (saisons 4 et 5)
- Leanne Best (en) : Tina Reynolds (depuis la saison 6)
- Ceallach Spellman (en) : Matthew Williams (depuis la saison 6)
- Daisy Edgar-Jones : Olivia Marsden (depuis la saison 6)

 Source et légende : version française (VF) sur RS Doublage

## Épisodes

### Pilote (1997)
1. Roses (Pilot)

### Première saison (1998)
1. Le Mari de Rachel (Épisode 1)
2. Quiproquos (Épisode 2)
3. Le Baptême (Épisode 3)
4. De surprises en surprises (Épisode 4)
5. Chercher le père… (Épisode 5)
6. Paternité (Épisode 6)

### Deuxième saison (1999)
1. SOS cœur en détresse (Épisode 1)
2. L’Anniversaire de mariage (Épisode 2)
3. Ruptures en série (Épisode 3)
4. Divorce et réconciliation (Épisode 4)
5. Le Petit Monstre (Épisode 5)
6. Joyeux Noël et bonne année (Épisode 6)

### Troisième saison (2000)
1. Un si joli nuage (Épisode 1)
2. Un si joli nuage (Épisode 2)
3. L'Anniversaire de David (Épisode 3)
4. Nostalgie (Épisode 4)
5. La Demande en mariage (Épisode 5)
6. Premier amour (Épisode 6)
7. Mariage en vue (Épisode 7)
8. Happy end (Épisode 8)

### Quatrième saison (2001)
1. Jalousie (Épisode 1)
2. L'Analyse (Épisode 2)
3. Dépendance (Épisode 3)
4. Jamais sans ma mère (Épisode 4)
5. L’Enfant inespéré (Épisode 5)
6. Déclaration (Épisode 6)
7. Garçon ou fille ? (Épisode 7)
8. Mariage en Australie (Épisode 8)

### Cinquième saison (2003)
Les épisodes, sans titre, sont numérotés de un à quatre.

### Sixième saison (2016)
Les épisodes, sans titre, sont numérotés de un à huit.

### Septième saison (2017)
Les épisodes, sans titre, sont numérotés de un à sept.

### Huitième saison (2019)
Les épisodes, sans titre, sont numérotés de un à six.

### Neuvième saison (2020)
Les épisodes, sans titre, sont numérotés de un à six.